# Eduardas Vilkelis
Eduardas Vilkelis (* 7. März 1953 in Veisiejai; † 22. Juli 2023 in Vilnius) war ein litauischer Ökonom und Politiker.

## Leben
Nach dem Abitur 1971 an der 1. Mittelschule Druskininkai absolvierte er von 1971 bis 1976 das Diplomstudium an der Fakultät für Wirtschaft der Vilniaus universitetas. Von 1975 bis 1977 arbeitete er als Ökonom im Finanzministerium, von 1977 bis 1981 als Unterabteilungsleiter und von 1981 bis 1990 als stellvertretender Vorstandsvorsitzender, von 1990 bis 1991 als stellvertretender Generalauditor bei Valstybės kontrolė und von 1992 bis 1995 als Finanzminister, von 1995 bis 2005 Präsident des Litauischen Bankenverbands, von 1995 bis 2002 Vorstandsmitglied der Lietuvos bankas.